# Mikołaj Wasiukiewicz
Mikołaj Wasiukiewicz (ur. 16 marca?/28 marca 1882 w Koskach, zm. 31 stycznia 1938 w Mińsku) – diakon prawosławny, nowomęczennik.
Był synem kapłana prawosławnego. W 1908 ukończył szkołę ludową i pracował jako nauczyciel, po czym podjął pracę psalmisty cerkiewnego w 1913. Pracował w cerkwi Narodzenia Matki Bożej w Litwianach. Nie wiadomo, kiedy przyjął święcenia diakońskie.
W 1930 cerkiew, w której służył Wasiukiewicz, została spalona. Wówczas diakon podjął zdecydowaną krytykę władzy stalinowskiej, którą kontynuował przez kolejne lata. Został z tego powodu aresztowany 6 sierpnia 1937 i uwięziony w Borysowie. Diakon odmówił rezygnacji ze stanu duchownego i 16 września 1937 został skazany na śmierć, po czym rozstrzelany 10 dni później w Mińsku.
16 marca 1989 został całkowicie zrehabilitowany. 28 października 1999 kanonizowany przez Egzarchat Białoruski Patriarchatu Moskiewskiego jako jeden z Soboru Nowomęczenników Eparchii Mińskiej. Od 2000 jest czczony w całym Rosyjskim Kościele Prawosławnym.